# Bathypogon nigrochaetus
Bathypogon nigrochaetus là một loài ruồi trong họ Asilidae. Bathypogon nigrochaetus được Hull miêu tả năm 1956. Loài này phân bố ở miền Australasia.